# Психографический тест Либина
Психографический тест Либиных (ТиГр, КРЧ, тест «Конструктивный рисунок человека из геометрических форм», тест идеографический) — проективная психодиагностическая система, объединяющая произвольное изображение фигуры человека и неосознанное предпочтение семантики геометрических форм.
Тест предусматривает интерпретацию по семи уровням, от определения семантического значения геометрических форм до глубинного психологического анализа всего изображения и его отдельных элементов. Существует онлайн-версия теста, в которой интерпретация проводится только на двух уровнях: определение типа личности, оценка размера и расположения рисунка.

## Описание методики
Тест основан на комбинации трех принципов психографического анализа личности:
- предпочтения семантики основных геометрических форм;
- конструктивные рисунки;
- психографическое изображение фигуры человека.

При проведении теста используются три элементарные геометрические формы: треугольник, круг и квадрат. Испытуемому предлагается нарисовать изображение человека, используя данные геометрические формы. Формы могут быть любого размера. В разных вариациях теста предлагается сделать от четырёх до шести рисунков. Три рисунка должны состоять из 10 геометрических форм. Четвёртый (опционально) — из 12, пятый (опционально) — из неограниченного числа форм, а шестой — контур головы с лицом из 10 частей таких форм. Первый рисунок должен быть нарисован без исправлений. Каждому геометрическому символу присвоено значение основных свойств нервной системы: треугольнику — возбуждение, квадрату — торможение, кругу — энергия.

## Интерпретация
Интерпретация в тесте осуществляется по принципу от простого к сложному. Сначала проводится семантический анализ геометрических форм, затем определяется ведущий тип или подтип индивидуальности человека. Вторым этапом становится анализ отдельных элементов рисунка. В конце анализируются общие характеристики всего рисунка.

### Семантический анализ геометрических форм
По каждому рисунку отдельно подсчитывается количество использованных треугольников, кругов и квадратов и записывается рядом с изображением в виде трехзначных чисел. Первая цифра обозначает количество треугольников, вторая — кругов, а третья -квадратов. Например, 8-1-1 означает, что в изображении человека было использовано 8 треугольников, 1 круг и 1 квадрат. Трехзначные цифры являются формулой рисунка, согласно которой определяется ведущий тип и подтипы.
- Формула первого рисунка указывает на ведущий подтип, который определяет устойчивое или доминирующее состояние испытуемого;
- Формула второго рисунка обозначает актуальный подтип, характеризующий актуальное состояние человека;
- Формула третьего рисунка указывает на потенциальный подтип, который характеризует осознаваемое или неосознаваемое стремление к изменениям.

Самым основным достоинством в методике является диагностика типа нервной системы или стиля восприятия с помощью построенного субъективного семантического пространства. Как это происходит?
Субъективное семантическое пространство образуется в результате кластерного анализа на системе координат вертикальных количественных показателей треугольников и горизонтальных количественных показателей квадратов в каждом рисунке.
Здесь будет рисунок субъективного семантического пространства.
Успешные летчики – истребители, конструирующие изображение человеческой фигуры из геометрических форм на листке бумаги образуют следующие количественные показатели: 8 треугольников, 1 круг и 1 квадрат; 7 треугольников, 2 круга и 1 квадрат; 7 треугольников, 1 круг и 2 квадрата; в меньшей степени 6 треугольников, 3 круга и 1 квадрат, а также 6 треугольников, 2 круга и 2 квадрата и 6 треугольников 1 круг и 3 квадрата. Такие формулы конструкции соответствует сильному типу нервной системы относительно возбуждения. Оно и понятно, что психофизиологический отбор в летных училищах достаточно эффективен и из 10 принятых по показателям психофизиологического отбора, успешными летчиками-истребителями (космонавтами)  являются 7 человек, т.е. эффективность отбора в среднем достигает 70%.
На вертикальной оси субъективного семантического пространства (ССП) откладывается количество треугольников, на горизонтальной оси откладывается количество квадратов. Количество округлых форм образуется самопроизвольно (обозначено штрихами).
Мы можем утверждать, что методика ТИГР развилась тоже из метода диагностирования истерического, а также неврастенического и психастенического неврозов, и следовательно, предрасположенности людей к ним.
В то же время тип невроза одновременно есть и ярко выраженный тип личности (А.Б. Личко, В.Н. Мясищев и др.). Мы полностью с этим согласны, но только называем это ещё СТИЛЕМ ЧЕЛОВЕКА.
Если брать другие признаки истерии, то ей присуща такая особенность как перевозбуждение, в результате чего и появляется этот тип невроза. В норме же, те вышеозначенные испытуемые, испытывают потребность выбирать больше треугольные формы, которые нами обозначены как возбуждение. Вот почему операторскую деятельность более успешно выполняют люди, которые выдерживают постоянный уровень возбуждения (потребность в информации) и только перевозбуждения дает истерический невроз. Следовательно, демонстрация – это возбуждение, а перевозбуждение – это истерия.
Теория З.Фрейда была начата с исследования ИСТЕРИИ.
1-й кластер образовался в результате рисунков, полученных от большинства успешных  летчиков-истребителей с формулой рисунков: 811 721 712 631 622 613.
Мы назвали таких людей попавших в этот кластер ДЕМОНСТРАТИВНЫМИ. Потому, что наиболее успешные летчики – истребители в т.ч. демонстрировали во время полёта фигуры высшего пилотажа. Тип нервной системы таких людей с такими формулами характеризуется как СИЛЬНЫЙ ТИП НЕРВНОЙ СИСТЕМЫ ОТНОСИТЕЛЬНО ВОЗБУЖДЕНИЯ.
Так как мы свои исследования проводили на здоровых испытуемых, то в этом случае они показали, что в результате кластерного анализа, проведенного на испытуемых летчиках истребительной авиации, руководителях различного уровня демонстративные проявления были настолько ярко выражены, что в условном понимании «норма» этот 1-й кластер сопоставим с 3-й шкалой СМИЛ.
2-й кластер образовался в результате рисунков, начинающихся на 5 треугольников: 541 532 523 514 (первая цифра – количество треугольников, 2-я – количество округлых форм, 3-я цифра – количество квадратов (прямоугольников) и мы назвали людей, попадающих в этот кластер РЕАЛИСТИЧНЫМИ, а при неврозе – НЕВРАСТЕНИЧНЫМИ. Тип нервной системы таких людей с такими формулами характеризуется как ЧУВСТВИТЕЛЬНЫЙ.
3-й кластер образовался в результате изоморфизма с 1-м кластером (нечётные кластеры) и в результате следующих рисунков по формулам: 451 442 433 361 352 271, где количество треугольников всегда больше количеству квадратов. Таких людей мы назвали НЕРЕАЛИСТИЧНЫМИ, а при неврозе – невроз навязчивых состояний. Тип нервной системы таких людей скорее всего ЧУВСТВИТЕЛЬНЫЙ, но особенно чувствительна ПСИХИКА.
4-й кластер образовался из рисунков, в которых количество треугольников равно количеству квадратов: 181 262 343 424. Этот кластер разделяет ССП на две части. Левую часть мы предложили назвать схематическим изображением левого полушария головного мозга. Правую часть – соответственно схемой правого полушария ГМ. Этот кластер изоморфен 2-му кластеру (четные кластеры). Мы также назвали людей, попадающих в этот кластер РЕАЛИСТИЧНЫМИ, а при неврозе – НЕВРАСТЕНИЧНЫМИ. Тип нервной системы таких людей с такими формулами характеризуется как ЧУВСТВИТЕЛЬНЫЙ.
Изоморфно [изо…< гр. isos равный, одинаковый, подобный + …морфизм - < гр. morphe форма – вторая составная часть, относящейся по форме к первой, в математике наличие взаимооднозначного отображения двух совокупностей, сохраняющего их структурные свойства; изоморфизм множества с самим собой называется автоморфизмом; изоморфизм в топологии называется гомеоморфизмом].
Топология [гр. topos место + …логия] – раздел математики, изучающий наиболее общие свойства геометрических фигур (свойства, не изменяющиеся при любых непрерывных преобразованиях фигур).
Так как в ССП левая часть и правая часть изоморфны, то дальше построение шло по принципам изоморфизма.
5-й кластер изоморфен 3-му кластеру (нечётные кластеры) и состоит из рисунков с формулами: 334 253 244 172 163 154, где количество квадратов всегда больше количества треугольников. Таких людей мы назвали НЕРЕАЛИСТИЧНЫМИ, а при неврозе – невроз навязчивых состояний, ПСИХАСТЕНИЧЕСКИЙ НЕВРОЗ. Тип нервной системы таких людей, скорее всего ЧУВСТВИТЕЛЬНЫЙ, но особенно чувствительна ПСИХИКА.                                                                                                                                            
6-й кластер изоморфен 4-му и 2-му (чётные кластеры) и состоит из рисунков, где квадратов всегда 5 по формулам: 415 325 235 145. Мы также назвали людей, попадающих в этот кластер РЕАЛИСТИЧНЫМИ, а при неврозе – НЕВРАСТЕНИЧНЫМИ. Тип нервной системы таких людей с такими формулами характеризуется как ЧУВСТВИТЕЛЬНЫЙ.
7-й кластер изоморфен 5-му и 1-му (нечётные кластеры) и состоит из рисунков по формулам: 316 226 136 217  127 118, у которых квадратов всегда больше, чем треугольников. Мы назвали таких людей попавших в этот кластер ДЕМОНТРАТИВНЫМИ, а при избыточном торможении – ИСТЕРИЧЕСКИЙ НЕВРОЗ.
Тип нервной системы таких людей с такими формулами характеризуется как СИЛЬНЫЙ ТИП НЕРВНОЙ СИСТЕМЫ ОТНОСИТЕЛЬНО ТОРМОЖЕНИЯ.
Таким образом, на ССП образовались 36 типов людей, т.к. 3 основных первых рисунков состоят из 10 элементов. Если ССП строить на основе рисунков состоящих из 12 (всегда четного числа элементов) 14, 16 и т.п., то и типов будет соответственно больше. Причём конфигурация ССП не изменяется и закономерности стабильны.
ССП как Треугольник Паскаля.
При рассмотрении свойств числового треугольника Паскаля впервые в математике был применен метод математической индукции.
Когда у автора в результате кластерного анализа рисунков, сделанных летчиками-истребителями, образовался такой треугольника, то только потом мы прочитали в литературе, что этот треугольник называется «Треугольником Паскаля». А все вместе – субъективным семантическим пространством. В таком субъективном семантическом пространстве еще предстоит сделать не одно открытие закономерностей, характеризующее психическое личности.
Здесь будет рисунок «Треугольника Паскаля», который получился у автора.
Наглядная оптико-физическая иллюстрация: луч, преломленный в трёхгранной призме, даёт семь лучей радуги. ССП строится на основе трёх геометрических форм, при соотношении которых после преобразования в системе координат образуются семь основных кластеров. Какое закономерное совпадение!
Что показывают цифры рядом с точками? Точки – это формулы соотношений треугольных форм, круглых и квадратных. В нашем ССП их только 36. Перечислим их.
1-й кластер: 811, 721, 712, 631, 622, 613.
СИЛЬНЫЙ тип нервной системы относительно возбуждения;
ДЕМОНСТРАТИВНЫЕ;
3 шкала MMPI-СМИЛ = ИСТЕРИЯ;
Конституциональная классификация по У.Шелдону = СОМАТОТОНИКИ (СОМА – ТЕЛО).
Цифры, стоящие около точек поставлены не произвольно, а в соответствие с построением треугольника Паскаля. Они показывают тенденцию. Например, самая большая цифра стоит около точки 613=84. Это означает, что истерические проявления у людей, которые рисуют фигуру человека из геометрических форм по такой формуле, наибольшие.
2-й кластер: 541, 532, 523, 514.
ЧУВСТВИТЕЛЬНЫЙ тип НС; Чем ближе к центру ССП, тем чувствительнее;
РЕАЛИСТИЧНЫЙ;
9-я шкала MMPI-СМИЛ = ГИПОМАНИЯ (НЕВРАСТЕНИКИ);
Конституциональная классификация по У.Шелдону = ЦЕРЕБРОТОНИКИ (ЦЕРЕБРО – МОЗГ).
Самая большая цифра стоит около точки 514=126. Это означает, что неврастенические проявления у этого типа наибольшие.
3-й кластер: 451, 361, 271, 442, 352, 433.
ЧУВСТВИТЕЛЬНЫЙ ТИП НС плюс ЧУВСТВИТЕЛЬНЫЙ ТИП ПСИХИКИ;
7-я шкала MMPI-СМИЛ = ПСИХАСТЕНИЯ;
НЕРЕАЛИСТИЧНЫЕ;
Конституциональная классификация по У.Шелдону = ВИСЦЕРОТОНИКИ (ВИСЦЕРО – ЖЕЛУДОК).
Самая большая цифра стоит около точки 433=35. Это означает, что психастенические проявления у этого типа наибольшие.
4-й кластер: 181, 262, 343, 424.
Этот кластер изоморфен 2 кластеру и имеет те же особенности. Разницу между этими двумя кластерами мы будем рассматривать позднее.
ЧУВСТВИТЕЛЬНЫЙ тип НС; Чем ближе к центру ССП, тем чувствительнее;
РЕАЛИСТИЧНЫЙ;
9-я шкала MMPI-СМИЛ = ГИПОМАНИЯ (НЕВРАСТЕНИКИ);
Конституциональная классификация по У.Шелдону = ЦЕРЕБРОТОНИКИ (ЦЕРЕБРО – МОЗГ). 
Самая большая цифра стоит около точки 424=70. Это означает, что неврастенические проявления у этого типа наибольшие в данном кластере. 
5-й кластер: 334, 244, 154, 253, 163, 172.
Этот кластер изоморфен 3-у кластеру.
ЧУВСТВИТЕЛЬНЫЙ ТИП НС плюс ЧУВСТВИТЕЛЬНЫЙ ТИП ПСИХИКИ;
7-я шкала MMPI-СМИЛ = ПСИХАСТЕНИЯ;
НЕРЕАЛИСТИЧНЫЕ;
Конституциональная классификация по У.Шелдону = ВИСЦЕРОТОНИКИ (ВИСЦЕРО – ЖЕЛУДОК). 
Самая большая цифра стоит около точки 334=35. Это означает, что психастенические проявления у этого типа наибольшие в данном кластере. 
6-й кластер: 145, 235, 325, 415. Для этого кластера характерно то, что последние цифры-квадраты в рисунках равны 5 квадратам. Мы дальше будем рассматривать почему. Но исходя из психофизической теории и конституциональной теории Шелдона эта закономерность имеет быть. В это немного сначала трудно поверить. Вера приходит через несколько лет практики.
Этот кластер изоморфен 2-му и 4-му кластерам.
ЧУВСТВИТЕЛЬНЫЙ тип НС; Чем ближе к центру ССП, тем чувствительнее;
РЕАЛИСТИЧНЫЙ;
9-я шкала MMPI-СМИЛ = ГИПОМАНИЯ (НЕВРАСТЕНИКИ);
Конституциональная классификация по У.Шелдону = ЦЕРЕБРОТОНИКИ (ЦЕРЕБРО – МОЗГ). 
Самая большая цифра стоит около точки 415=126 так же как и у 2-го кластера. Это означает, что неврастенические проявления у этого типа наибольшие в данном кластере. 
7-й кластер: 316, 226, 217, 136, 127, 118.
Этот кластер изоморфен 1-му кластеру.
СИЛЬНЫЙ тип нервной системы относительно торможения;
ДЕМОНСТРАТИВНЫЕ;
3 шкала MMPI-СМИЛ = ИСТЕРИЯ;
Конституциональная классификация по У.Шелдону = СОМАТОТОНИКИ (СОМА – ТЕЛО).  
Если рисовать фигурку человека из геометрических форм любого четного количества – 12, 14, 16 … то в ССП остается всегда треугольник Паскаля. Таким образом бессознательное психическое как ВСЕЛЕННАЯ – бесконечно. 

### Типы и подтипы
На основе выведенных формул определяется подтип испытуемого. Каждый из 36 возможных подтипов соотносится с определённым типом.
I тип — сильный тип НС относительно возбуждения, часто летчики-истребители, «руководители» различного уровня;
II тип — чувствительный тип НС, часто деловые люди в различных областях деятельности;
III тип — «тревожно-мнительный», ответственные исполнители;
IV тип — чувствительный тип НС;
V тип — «тревожно-мнительный»;
VI тип — ?
VII тип — сильный тип НС относительно торможения, часто летчик -истребитель-бомбардировщик«»;

## История
Тест разрабатывается с 1984 года А.В. Либиным, В. Либиным и Е.В.Либиной на основе более 30 тысяч рисунков, полученных от более чем 5000 взрослых и детей обоего пола в возрасте от 6 до 92 лет. В основе создания психографической теории лежит положение Л.C. Выготского об опосредованном характере психических процессов человека. Тест относится к классу проективных методик, сфокусированных на анализе изображения человека, (тесты «Нарисуй человека»,"Дом-дерево-человек").

## Возможности применения теста ТиГр
Идеографический тест применяется в клинической работе психологов. Так как тест непродолжителен по времени, занимает, в среднем, от 10 до 20 минут, его часто используют для установления контакта с испытуемым. Кроме того, психографический тест используется при(приеме на работу, в целях определения профпригодности и т.д.)  работе с детьми, которые вовлекаются в процесс тестирования как в игру.
Эффективность теста ТиГр подтверждается сравнительными исследованиями с классическими проективными методиками, такими как тест Люшера, (СМИЛ, частично стандартизованный многофакторный личностный опросник Р. Кеттелла 16PF (версия А), частично тест РОРШАХА) «Рисунок несуществующего животного». В работе «Психографический тест Либиных: конструктивный рисунок человека из геометрических форм» рассматривается пример сопоставления идеографического теста и теста «Дерево»:

Социальная жизнь Натальи ограничена хлопотами о благополучии семьи, что в тесте «Дерево» изображено сплошной кромкой дерева с внутренними завитками, четко отделяющей дерево от внешнего мира. Ствол дерева прочно стоит на земле, слегка расширяясь книзу. Очерченное вокруг дерева пространство указывает на стабильность занимаемого положения в мире. В рисунках ТиГр прочность и устойчивость социального положения передается изображением пропорциональных телу ног.(Наличие или отсутствие ног относится к семейным переживаниям. Что касается устойчивости социального положение, то прежде всего это больше касается рук, т.к. руки в рисунке символ взаимодействия со средой, а социальное положение это социальный статус, место в обществе –  место, которое занимает человек внутри какого-либо сообщества людей. Наличие в рисунке рук свидетельствует о комфортном бессознательном чувстве в своем окружении, например, на работе). Довольно крепкий ствол дерева соотносится с квадратным телом во втором рисунке ТиГр, означающем развитость деловых качеств, ориентацию на активную жизненную позицию.(И это тоже не соответствует действительности, т.к. квадратное туловище символ мужественности, а треугольное – символ женственности).  Благополучие и богатый жизненный опыт изображен созревшими на дереве плодами. Две отсеченные у основания ствола ветви графически символизируют двух сыновей, оставшихся после неудачного брака. Подчеркнутый бровями 
 (Брови—символ сниженного артериального давления) удивленный взгляд и круглое тело(Круглое тело – символ 6 шкалы СМИЛ)  («первый рисунок ТиГр») указывают на то, что забота о детях носит несколько утрированный («брови») и даже навязчивый характер («круглое тело»). Взрослые дети Натальи стали слишком независимыми, чтобы играть отведенную им роль желторотых птенцов. Ориентируясь на традиционно женскую роль («треугольное тело в третьем рисунке ТиГр»), Наталья оказалась замкнутой в кольце семейных хлопот и неподготовленной («втянутая шея в первых двух рисунках») к смене ролей в отношениях с взрослыми детьми. Наталья не знает, куда ещё можно направить свои силы и энергию. Свободное время она отдает рукоделию, занимаясь вязанием, а также приготовлением изысканных блюд («круглые руки в третьем рисунке»), стараясь быть для всех нужной и полезной («треугольное тело в третьем рисунке»). Тем не менее, повторяющаяся во втором и третьем рисунках ТиГр треугольная шапка на голове указывает на то, что свойственная Наталье потребность окружить взрослых детей своим родительским теплом и заботой носит довольно тревожный характер— Психографический тест: конструктивный рисунок человека из геометрических форм

## Критика
Психографический тест подвергается критике по тем же параметрам, что и другие проективные методики. Из-за отсутствия или недостаточности нормативных данных (отсутствие нормативных шкал, статистических норм стандартизации) психолог бывает вынужден доверяться своему «клиническому опыту», что приводит к излишней субъективности результатов теста. Нельзя положиться на ретестовую надежность, так как  тестируемые могут по-разному отвечать в разное время.